# Измерение давления

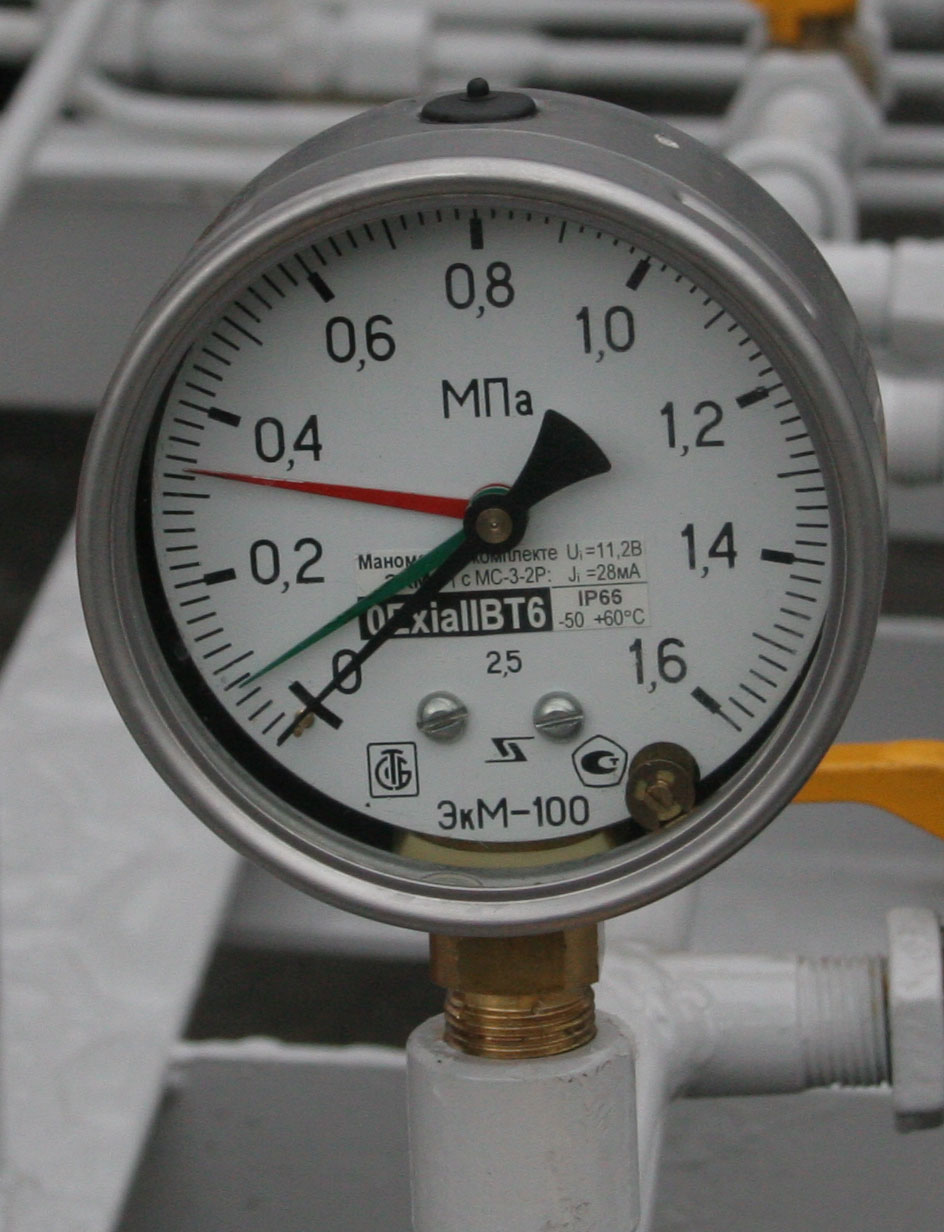
Манометр

Измерение давления необходимо для управления технологическими процессами и обеспечения безопасности производства. Кроме того, этот параметр используется при косвенных измерениях других технологических параметров: уровня, расхода, температуры, плотности и так далее. В Международной системе единиц (СИ) за единицу давления принят Паскаль (Па).
В большинстве случаев первичные преобразователи давления имеют неэлектрический выходной сигнал в виде силы или перемещения и объединены в один блок с измерительным прибором. Если результаты измерений необходимо передавать на расстояние, то применяют промежуточное преобразование этого неэлектрического сигнала в унифицированный электрический или пневматический. При этом первичный и промежуточный преобразователи объединяют в один измерительный преобразователь.
В зависимости от измеряемой среды (ИС) — газ, пар или жидкость используются различные способы отбора давления. Имеются специфические особенности измерения агрессивных, вязких, высокотемпературных, низкотемпературных, «грязных» сред, в воздухопроводах, дымоходах, пылепроводах и т. д.
Для измерения давления используют манометры, вакуумметры, мановакуумметры, напоромеры, тягомеры, тягонапоромеры, датчики давления, дифманометры.

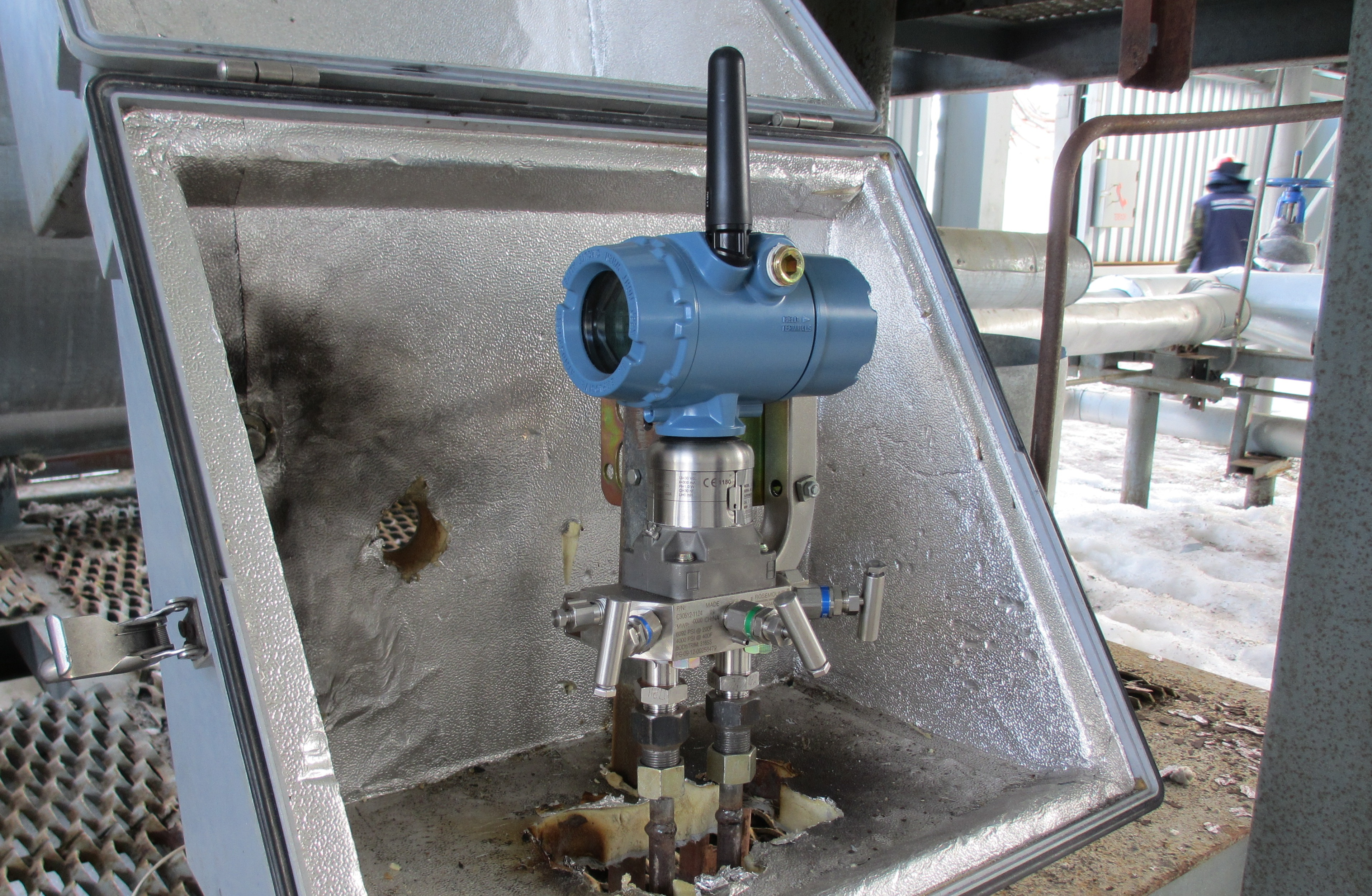
Датчик давления

В большинстве приборов измеряемое давление преобразуется в деформацию упругих элементов, поэтому они называются деформационными.
Деформационные приборы широко применяют для измерения давления при ведении технологических процессов благодаря простоте устройства, удобству и безопасности в работе. Все деформационные приборы имеют в схеме какой-либо упругий элемент, который деформируется под действием измеряемого давления: трубчатую пружину (трубка Бурдона), мембрану или сильфон.
Также существуют грузопоршневые манометры, в которых ничего не деформруется.
Наибольшее применение получили приборы с трубчатой пружиной. Их выпускают в виде показывающих манометров и вакуумметров c максимальным пределом измерений. В таких приборах с изменением измеряемого давления р трубчатая пружина / изменяет свою кривизну. Её свободный конец через тягу поворачивает зубчатый сектор и находящуюся с ним в зацеплении шестерню. Вместе с шестерней поворачивается закрепленная на ней стрелка, перемещающаяся вдоль шкалы. Для дистанционной передачи показаний выпускают манометры с промежуточными преобразователями с токовым и пневматическим выходом (МП-Э, МП-П), а также с дифференциально-трансформаторными преобразователями (МЭД).
Промышленность выпускает также мембранные дифманометры с промежуточными преобразователями, имеющими унифицированные токовые или пневматические сигналы.
Для преобразования деформации мембраны в унифицированный токовый сигнал применяют также тензорезисторные промежуточные преобразователи, в которых сопротивление резистора изменяется при его растяжении или сжатии. В таких приборах тензорезистор укреплен на жесткой измерительной мембране. Деформация мембраны, пропорциональная приложенному давлению, приводит к деформации тензорезистора и изменению его сопротивления. Это сопротивление преобразуется измерительной схемой, включающей неуравновешенный мост, в выходной сигнал постоянного тока. Так как деформация жесткой мембраны мала, то применяют полупроводниковые кремниевые тензорезисторы, обладающие высокой чувствительностью.
В дифманометрах чувствительным элементом служит блок из двух неупругих мембран, соединенных между собой штоком. Смещение этого штока под действием перепада давлений приводит к изгибу рычага и деформации измерительной мембраны. Мембраны выполнены из коррозионно-стойкого материала, что позволяет использовать дифманометр для измерений в сильноагрессивных средах.
Для измерения давления агрессивных сред применяют датчики, снабженные защитной мембраной, изготовленной из коррозионно-стойкого материала. Измеряемое давление передается к измерительной мембране через силиконовое масло, которым заполнена внутренняя полость датчика.
Промышленные тензорезисторные преобразователи предназначены для преобразования давления, разрежения и разности давлений в пропорциональное значение выходного сигнала — постоянного тока.
Особенности эксплуатации приборов для измерения давления
При эксплуатации приборов, измеряющих давление, часто требуется защита их от агрессивного и теплового воздействия среды.
Если среда химически активна по отношению к материалу прибора, то его защиту производят с помощью разделительных сосудов или мембранных разделителей.
Разделительный сосуд заполняется жидкостью, инертной по отношению к материалу прибора, соединительных трубок и самого сосуда. Кроме того, разделительная жидкость не должна химически взаимодействовать с измеряемой средой или смешиваться с ней. В качестве разделительных жидкостей применяют водные растворы глицерина, этиленгликоль, технические масла и др.
В мембранном разделителе измеряемая среда отделяется от прибора мембраной с малой жесткостью из нержавеющей стали или фторопласта. Для передачи давления от мембраны к прибору полость между ними заполняют жидкостью.
Для предохранения прибора от действия высокой температуры среды применяют сифонные трубки.
Деформационные приборы требуют периодической поверки. В эксплуатационных условиях у них проверяют нулевую и рабочую точки шкалы. Для этого применяют трехходовые краны. При поверке нулевой точки прибор соединяют с атмосферой. Стрелка прибора должна вернуться к нулевой отметке. Поверку прибора в рабочей точке шкалы осуществляют по контрольному манометру, укрепляемому на боковом фланце. При пользовании краном необходимо строго соблюдать плавность включения и выключения прибора.
С помощью трехходового крана можно проводить также продувку соединительной линии.